# Frýdlant
Frýdlant (en allemand : Friedland), parfois appelée Frýdlant v Čechách (Fridland-en-Bohême), est une ville du district et de la région de Liberec, en Tchéquie. Sa population s'élevait à 7 379 habitants en 2025.

## Géographie
Frýdlant est située dans le nord de la région historique de Bohême, au pied des monts de la Jizera, dans ce qui était autrefois la région des Sudètes. Elle se trouve sur les rives de la rivière Wittig (Směda), à 18 km au nord de Liberec et à 105 km au nord-est de Prague.

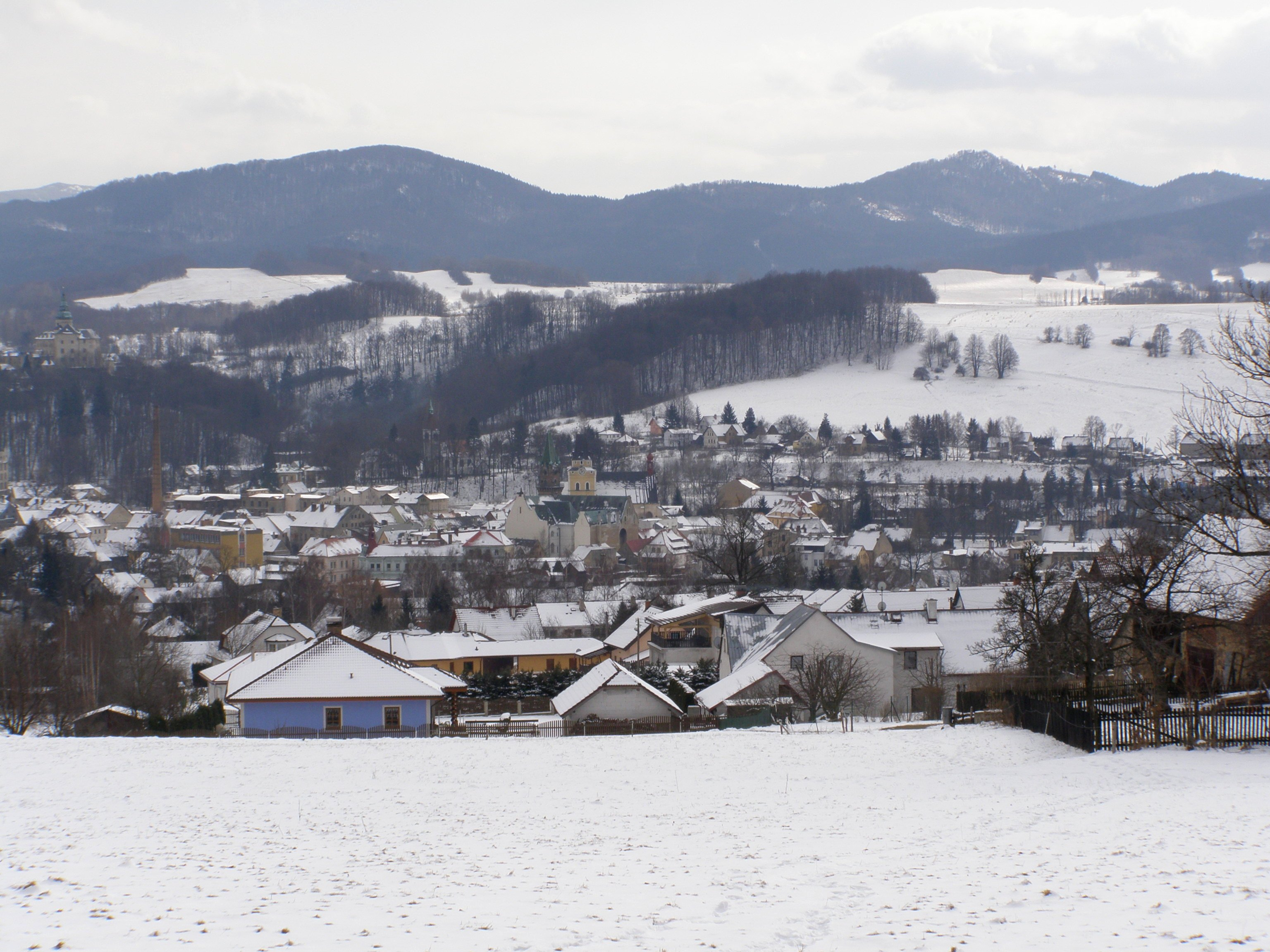
Frýdlant et les monts de la Jizera en hiver.

La commune est limitée par Višňová et Bulovka au nord, par Krásný Les et Raspenava à l'est, par Oldřichov v Hájích, Mníšek et Nová Ves au sud, et par Chrastava, Heřmanice, Dětřichov et Kunratice à l'ouest.

## Histoire
La région de Fridland avait été peuplée depuis le VIe siècle. Au début du XIIe siècle, elle constitue la partie la plus sud du pays de Bautzen (Budissin), la future Haute-Lusace, et était la possession des margraves de Misnie (Meissen) résidant à Zawidów (Seidenberg). Après le décès du margrave Conrad Ier en 1157 la seigneurie a été attribuée aux souverains de ducs de Bohême. À partir de 1188, les évêques de Meissen ont acquis les domaines. La ville et son château furent mentionnés pour la première fois en 1278, lorsqu'ils passent aux seigneurs de Bieberstein.
À partir de 1526, le royaume de Bohême et donc Fridland sont des possessions des Habsbourg. De 1558 à 1620, la seigneurie est administrée par les Redern, notamment par le maréchal impérial Melchior von Redern (1555-1600). Sa famille de la noblesse convertie au protestantisme est dépossédée de ses biens au cours de la Contre-Réforme après la bataille de la Montagne-Blanche. Le château de Fridland avait servi de refuge à Joachim Andreas von Schlick, l'un des chefs de file des États protestants de Bohême, jusqu'à son arrestation le 18 mars 1621. L'empereur Ferdinand II de Habsbourg donne les domaines à son général Albrecht von Wallenstein, titré prince (en 1625) puis duc (en 1627) de Fridland. La souveraineté (alors toute nominale) du franc fief (friedland) est révoquée à cette époque. Après l'assassinat de Wallenstein en 1634, la possession revendit à son adversaire Matthias Gallas et ses descendants.
Au XIXe siècle, la Bohême faisait partie de l'empire d'Autriche, puis d'Autriche-Hongrie. À noter que ce n'est pas dans cette ville, mais à Friedland en Prusse-Orientale, que se déroula la célèbre bataille de Friedland du 14 juin 1807. En 1875, la ligne de chemin de fer Liberec (Reichenberg) - Fridland - Zawidów (Seidenberg) est mise en service. 
Après la Première Guerre mondiale, la ville appartient à la nouvelle République tchécoslovaque. Elle est nommée officiellement d'après son nom tchèque. Proche de l'État de Saxe allemand, elle était essentiellement peuplée d'habitants germanophones (9 % des 6 314 habitants en 1930). À la suite des accords de Munich, la région fut annexée par l'Allemagne nazie comme le Reichsgau Sudetenland. Après la capitulation du Troisième Reich, les décrets Beneš de 1945 conduisirent à l'expulsion des Allemands.

## Administration
La commune se compose de trois quartiers :
- Albrechtice u Frýdlantu (en allemand : Olbersdorf)
- Frýdlant (en allemand : Friedland)
- Větrov (en allemand : Ringenhain)

## Galerie

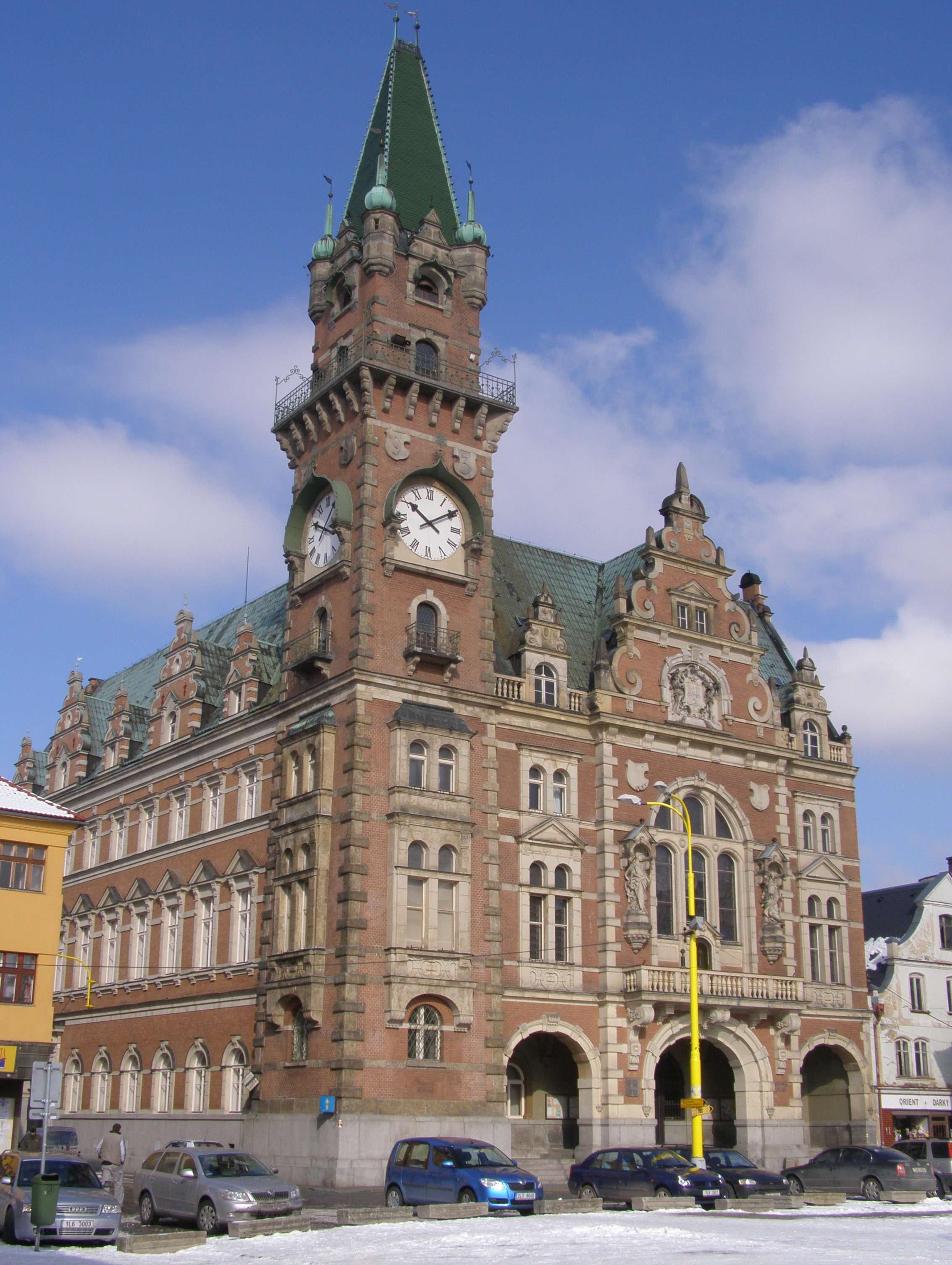
Frýdlant : l'hôtel de ville.
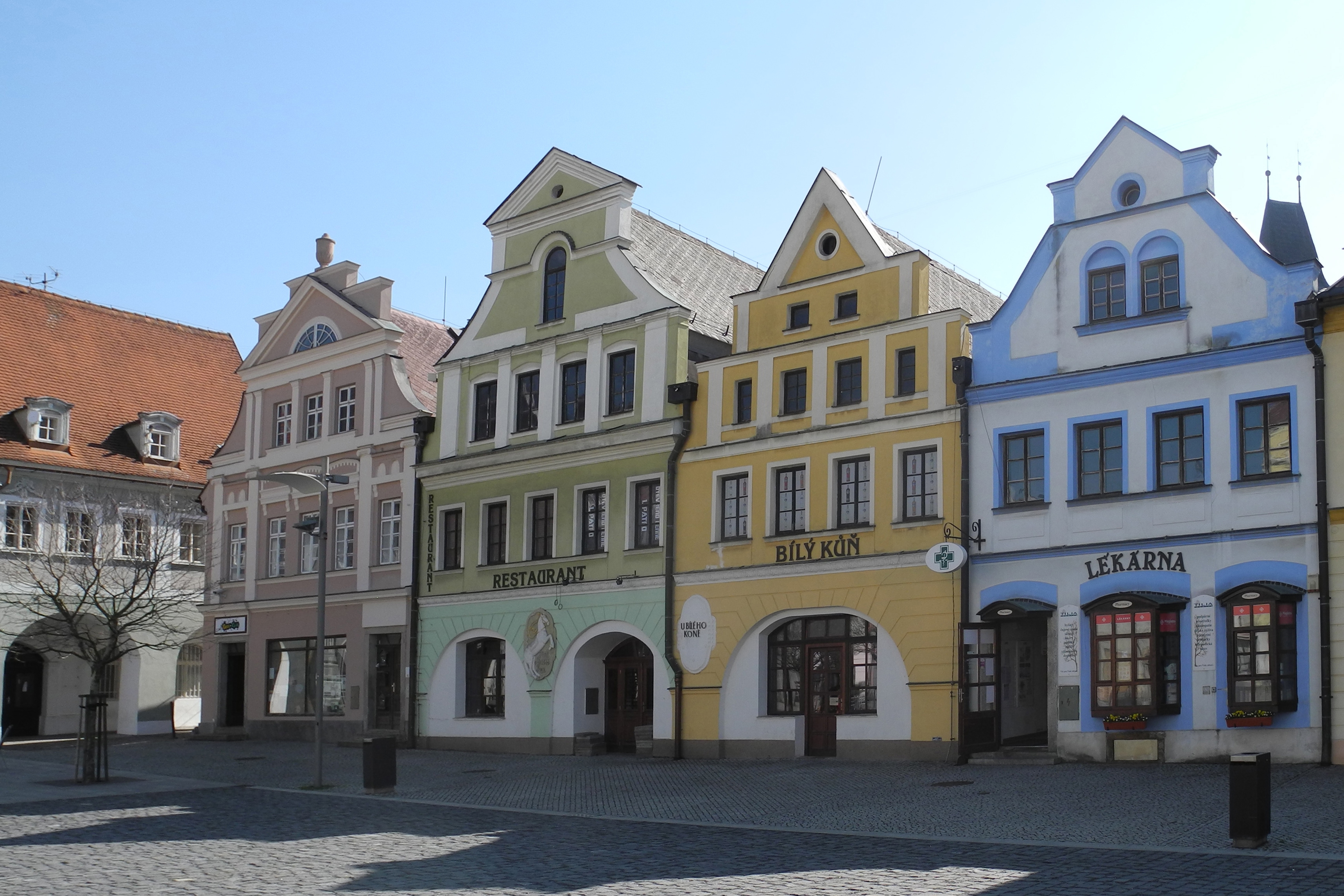
Maisons de la place T.G. Masaryk.

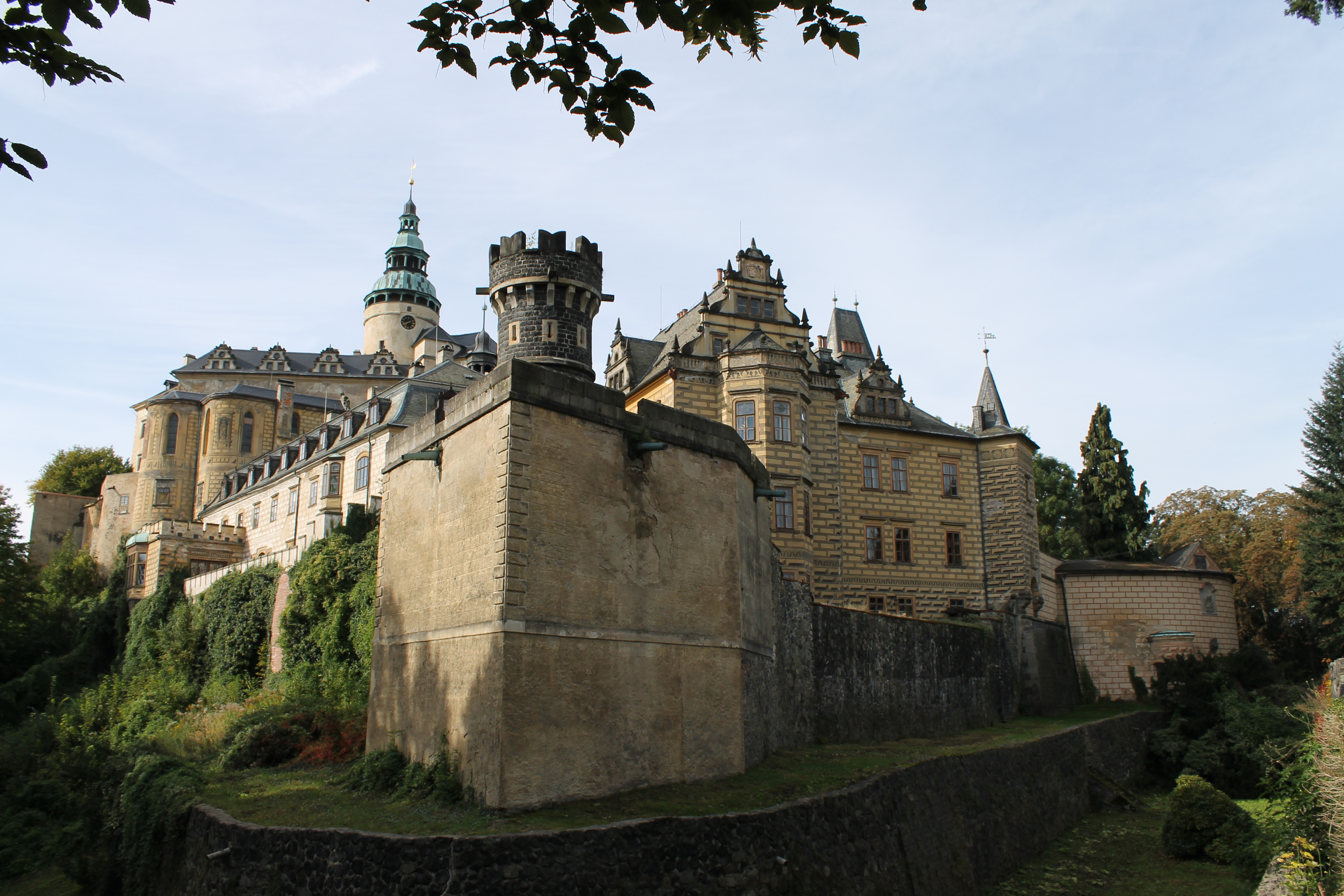
Château de Frýdlant.
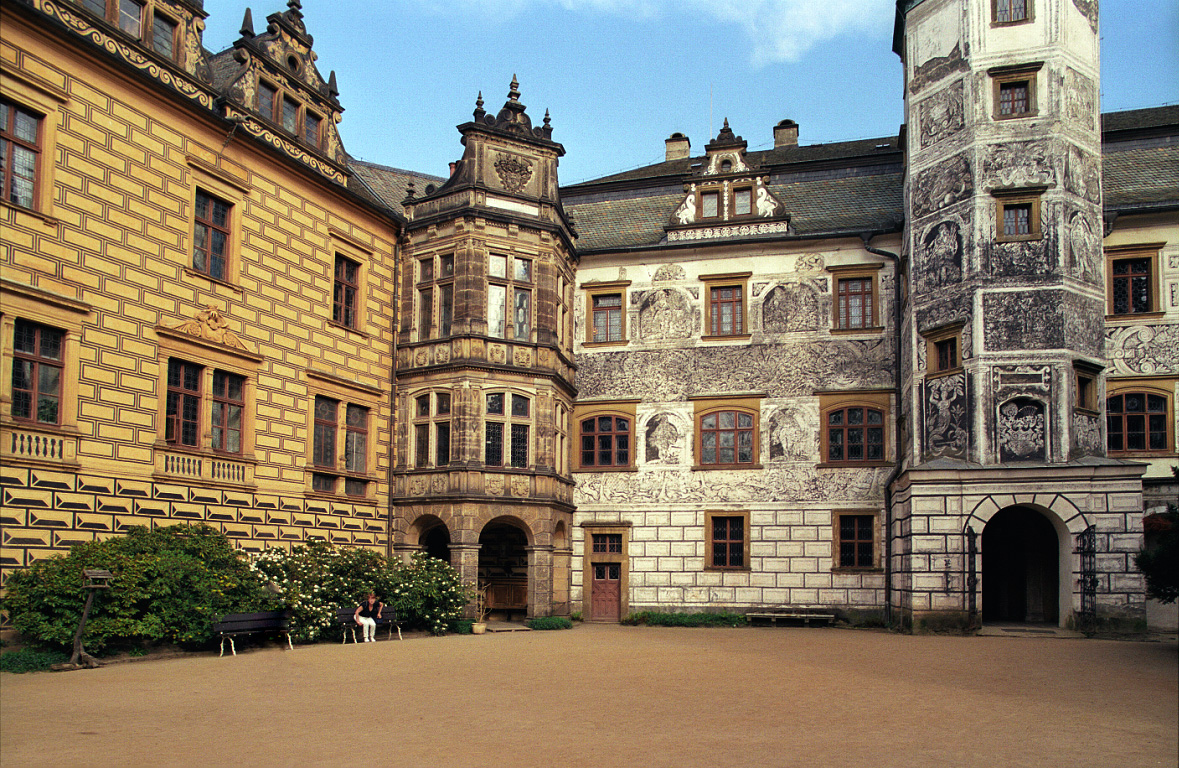
Cour du château.

## Transports
Par la route, Frýdlant se trouve à 25 km de Liberec, à 31 km de Görlitz et à 134 km de Prague.

## Jumelages
Frýdlant fait partie d'un réseau de huit communes du même nom allemand, avec :
- Friedland (Allemagne)
- Friedland (Allemagne)
- Friedland (Allemagne)
- Frýdlant nad Ostravicí (Tchéquie)
- Korfantów (Pologne)
- Mieroszów (Pologne)
- Pravdinsk (Russie)

## Personnalités liées à la commune
- Josef Blösche (1912–1969), enrôlé de la SS ;
- Otto Kade (1927–1980), traductologue ;
- Jan Rajnoch (né en 1981), footballeur ;
- Tomáš Plíhal (né en 1983), joueur de hockey sur glace ;
- Karolína Bednářová (née en 1986), joueuse de volley-ball ;
- Ladislav Šmíd (né en 1986), joueur de hockey sur glace ;
- Antonín Hájek (1987-2023), sauteur à ski.